# Himmel
För andra betydelser, se Himmel (olika betydelser).

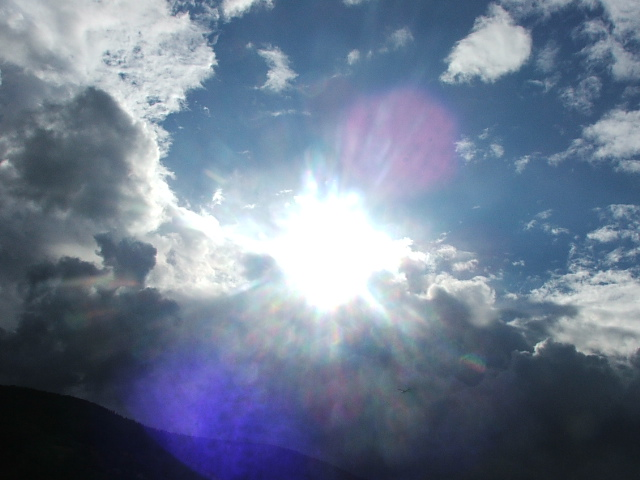
Himmel, med moln och sol.

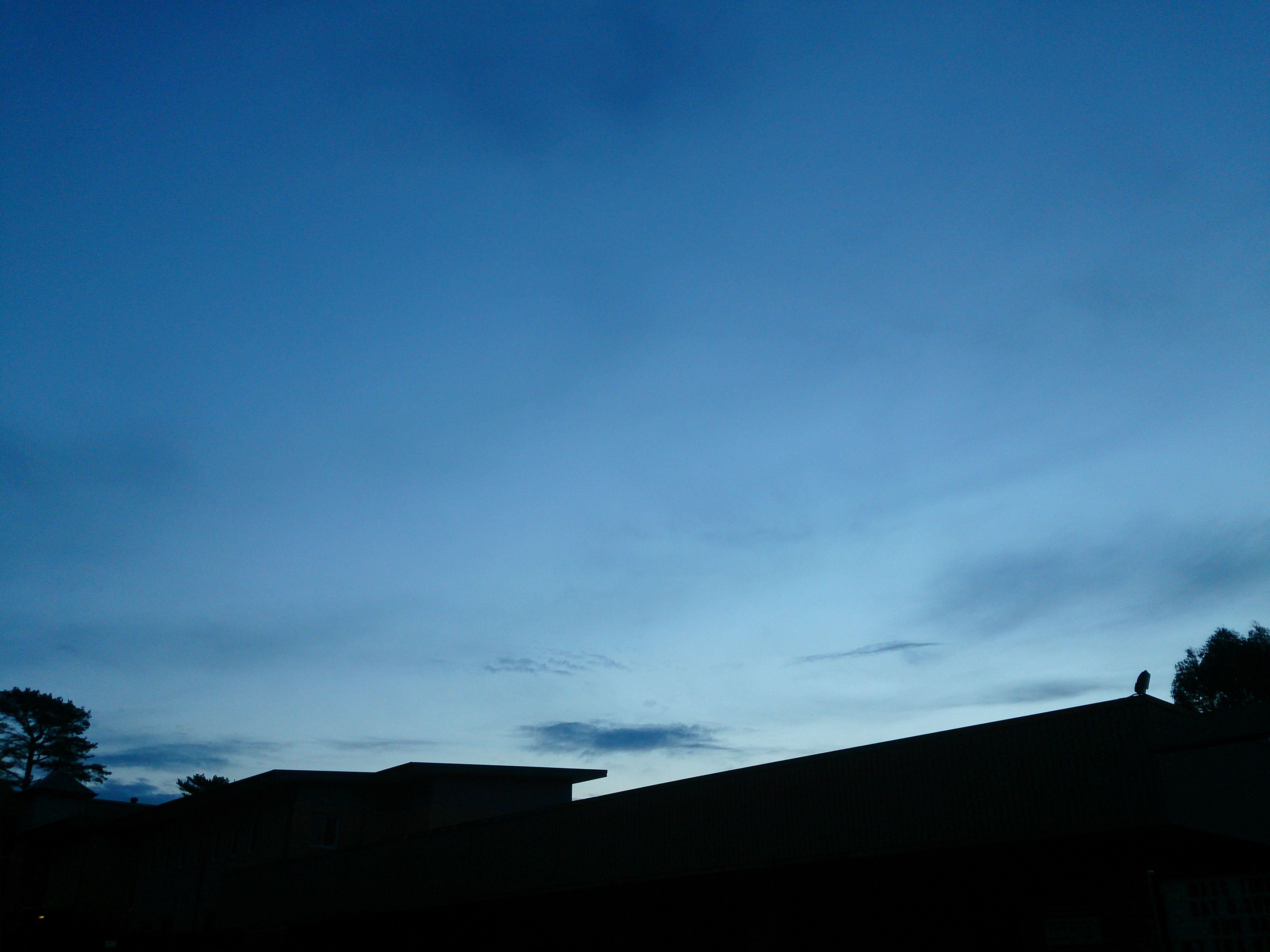
Skymningshimmel.

Himlen är jordens atmosfär sedd från jordytan. Himlen kan ibland definieras som den tätare zonen av en planets atmosfär.
Jordens himmel uppfattas vanligtvis som blå på dagen och med nyanser av rött eller gult vid soluppgång och solnedgång, på grund av Rayleigh-spridning av solljus i atmosfären. Färgerna beror på att ljuset sprids när det närmar sig jorden. I själva verket är det en blandning av färger, men där somliga är dominerande. Korta våglängder sprids kraftigast, och i jordens fall är det blått till följd av vatten i atmosfären. På en mycket torr planet med atmosfär kan himlen därför ha en annan färg. Även den blå färgen kan skifta nyans beroende på klimat och årstid. I torr polarluft är den blå himlen mörk, medan den i varm och fuktig luft är ljus. Partiklar och annat i atmosfären kan medföra att ljus sprids annorlunda och därmed ge andra färger. "Grå himmel" beror vanligtvis på ett molntäcke (eller molnskikt).
På natten (och när solen är nere) är himlen svart på grund av rymden. Det kallas för Olbers paradox. Man kan då tydligare se månen (när den är över horisonten) och stjärnorna (stjärnhimlen). På månen och alla andra himlakroppar som saknar atmosfär är det ständigt svart och från dessa syns stjärnorna klart även i dagsljus.
Några av de naturfenomen som kan ses på himlen är moln, regnbågar, polarsken, blixtar och nederbörd i form av regn. Som ett resultat av mänsklig verksamhet finns smog under dagen, och ljusföroreningar under natten och ses ofta över stora städer. Ett annat fenomen kommet av människans aktivitet är de avlånga streck som flygplansmotorer kan lämna efter sig på himlen.
Inom astronomin kallas himlen också himmelssfären. Detta är en imaginär kupol på vars yta solen, stjärnor, planeter och månen tycks röra sig. 